# Puka Temu
Puka Temu – papuański polityk, minister służb publicznych w latach 2002-2007, wicepremier oraz minister ziemi, planowania i górnictwa od 2007.

## Życiorys
Puka Temu, z wykształcenia lekarz, w 1978 ukończył szkołę medyczną w Port Moresby.
Pełni mandat deputowanego z ramienia Partii Sojuszu Narodowego (National Alliance Party, NAP). W sierpniu 2002 objął urząd ministra służb publicznych w rządzie premiera Michaela Somare. 29 sierpnia 2007 objął stanowisko wicepremiera oraz ministra ziemi, planowania i górnictwa w jego kolejnym gabinecie.
W 2009 został Rycerzem Komandorem Orderu Imperium Brytyjskiego.